# Coryphus niger
Coryphus niger is een keversoort uit de familie zwamkevers (Endomychidae). De wetenschappelijke naam van de soort werd in 1979 gepubliceerd door Strohecker.